# Estació de Ciutat Meridiana
Ciutat Meridiana és una estació de la L11 del Metro de Barcelona situada sota el barri de Ciutat Meridiana al districte de Nou Barris de Barcelona i es va inaugurar el 2003 amb l'obertura de la línia.
Com a peculiaritat, com la L11 es tracta d'un metro lleuger l'estació només disposa d'una andana i una via, a més està situada 50 metres de profunditat, per això només es pot accidir a les andanes amb uns ascensors ràpids o una escala de 264 graons, fet que la va convertir en l'estació més profunda del metro de Barcelona entre 2003 i 2008 quan va ser superada per l'estació de Roquetes de la L3.
| Metro de Barcelona     |                       |                                               |           |                        |
| Procedència/Destinació | <                     | Línia                                         | >         | Procedència/Destinació |
| Trinitat Nova          | Torre Baró - Vallbona | Logotip de la Línia 11 del metro de Barcelona | Can Cuiàs | Can Cuiàs              |

## Accessos
- Carrer del Pedraforca